# Darvas Ferenc (főispán)
Darvas Ferenc (születési nevén: Deutsch Ferenc) (Pacsér, 1861. november 28. – Szolnok, 1946. augusztus 25.) szociáldemokrata politikus, Jász-Nagykun-Szolnok vármegye kormánybiztos-főispánja.

## Élete
A Bács-Bodrog vármegyei Pacséren született Deutsch Henrik és Buchwald Róza gyermekeként. Nevét később magyarosította Darvas-ra. Korai életéről kevés adat maradt fenn, a különböző források műszaki rajzolóként, földmérő mérnökként, halálakor pedig főmérnökként jelölik meg foglalkozását. A századforduló után már Szolnokon élt és aktív tagja volt az MSZDP-nek. Egy 1905. november 26-án tartott szónoklatában az általános és titkos választójog törvénybe iktatását követelte. 1918-ban már a szolnoki MSZDP szervezet vezetőjeként tűnik fel, amikor egy munkásotthonban tartott beszédet. A nem sokkal később megalakult Magyar Nemzeti Tanács létrejöttét üdvözölte, és a helyi szervezet életre hívásakor Darvast és dr. Papp Illés kereskedelmi iskolai igazgatót választották meg elnökké. Küry Albert alispán támogatásával Darvas lemondatta az akkor már meglehetősen népszerűtlen Harsányi Gyula szolnoki polgármestert, majd november 6-án Kuszka István főispán is távozott hivatalából. Ekkor anarchiaközeli állapot uralkodott el a vármegyében, amit a kormány itt is és máshol is kormánybiztosok kinevezésével próbált orvosolni. A kormánynak először más javaslata volt, de a helyi köztisztviselői tisztikar és értelmiség nyomására Darvast tették meg a vármegye vezetőjévé. Darvas elsőként a rend helyreállítását tűzte zászlajára. Akkorra már mindennapossá váltak a rablások és fosztogatások vármegyeszerte, aminek a fegyveres nemzetőrség bevetésével próbálta elejét venni. Ez az intézkedés azonban saját és más vezetők népszerűségének hirtelen és rohamos csökkenését hozta magával. A közellátási problémákat és a nyomort legjobb szándékai ellenére sem sikerült kezelnie a közigazgatásban egyébként járatlan kormánybiztos-főispánnak. Nem meglepő módon így Darvas a Tanácsköztársaság kikiáltása után háttérbe szorult, a megyei tanács közművelődési szakosztályának vezetését bízták rá. A következő adat politikai tevékenységéről 1944-ből való, amikor Szolnok városának szovjet kézre kerülésének másnapján, november 5-én a városi intézőbizottság elnökévé választották meg. Decemberben képviselőként részt vett a Nemzetgyűlésen is. 1945. január 25-én, a képviselő-testület újjáalakításakor leköszönt városvezetői tisztéből. 1946 februárjáig a képviselő-testület nyugdíjválasztmányában munkálkodott, ám ekkor gyorsan romló egészségi állapota miatt visszavonult a közélettől. Még abban az évben meghalt.